# Späd ormtunga
Späd ormtunga (Ophioglossum azoricum) är en låsbräkenväxtart som beskrevs av Karel Presl. Späd ormtunga ingår i släktet ormtungor, och familjen låsbräkenväxter. Inga underarter finns listade i Catalogue of Life.